# Galeosoma schreineri
Galeosoma schreineri là một loài nhện trong họ Idiopidae.
Loài này thuộc chi Galeosoma. Galeosoma schreineri được J. Hewitt miêu tả năm 1913.